# Liste von Kraftwerken in Polen
Die Kraftwerke in Polen werden sowohl auf einer Karte als auch in Tabellen (mit Kennzahlen) dargestellt. Die Liste ist nicht vollständig.

## Installierte Leistung und Jahreserzeugung
Im Jahre 2016 lag Polen bzgl. der installierten Leistung mit 38,11 GW auf Platz 28 und bzgl. der jährlichen Erzeugung mit 156,9 Mrd. kWh auf Platz 25 in der Welt. Der Elektrifizierungsgrad lag 2016 bei 100 %. Polen war 2016 ein Nettoimporteur von Elektrizität; es exportierte 12,02 Mrd. kWh und importierte 14,02 Mrd. kWh. 2020 betrug die installierte Leistung 47,27 GW. Von dieser Kraftwerksleistung beruhten 79,8 % auf fossilen Brennstoffen, 2 % auf Wasserkraft, 1,4 % auf Solarenergie und 10,8 % auf Wind. Der Verbrauch lag 2020 bei 149,20 Mrd. kWh.

## Karte
| Adamów |

| Bełchatów |

| Brzeg Dolny |

| Dolna Odra |

| Dychów |

| Jaworzno |

| Katowice |

| Kozienice |

| Łagisza |

| Łaziska |

| Lotnisko |

| Margonin |

| Marszewo |

| Niedzica |

| Opole |

| Pątnów |

| Połaniec |

| Rożnów |

| Rybnik |

| Siekierki |

| Solina |

| Turów |

| Włocławek |

| Żar |

| Żarnowiec |

| Żerań |

| Żydowo |

## Kalorische Kraftwerke
| KW-Name    | Betreiber | Standort/ Woiwodschaft | Inst. Leistung [MWel/MWth] | Block (geplant) | Energieträger        | Technologie  | Blockleistung [MW] | Status      | Inbetriebnahme | Stilllegung (geplant) | Bemerkungen |
| ---------- | --------- | ---------------------- | -------------------------- | --------------- | -------------------- | ------------ | ------------------ | ----------- | -------------- | --------------------- | ----------- |
| Bełchatów  | PGE       | Bełchatów/Łódź         | 5.420                      | B1              | Braunkohle           |              |                    | stillgelegt | 29.12.1981     | 10.06.2019            |             |
| Bełchatów  | PGE       | Bełchatów/Łódź         | 5.420                      | B2              | Braunkohle           |              | 380                | in Betrieb  |                |                       |             |
| Bełchatów  | PGE       | Bełchatów/Łódź         | 5.420                      | B3              | Braunkohle           |              | 380                | in Betrieb  |                |                       |             |
| Bełchatów  | PGE       | Bełchatów/Łódź         | 5.420                      | B4              | Braunkohle           |              | 380                | in Betrieb  |                |                       |             |
| Bełchatów  | PGE       | Bełchatów/Łódź         | 5.420                      | B5              | Braunkohle           |              | 380                | in Betrieb  |                |                       |             |
| Bełchatów  | PGE       | Bełchatów/Łódź         | 5.420                      | B6              | Braunkohle           |              | 380                | in Betrieb  |                |                       |             |
| Bełchatów  | PGE       | Bełchatów/Łódź         | 5.420                      | B7              | Braunkohle           |              | 380                | in Betrieb  |                |                       |             |
| Bełchatów  | PGE       | Bełchatów/Łódź         | 5.420                      | B8              | Braunkohle           |              | 380                | in Betrieb  |                |                       |             |
| Bełchatów  | PGE       | Bełchatów/Łódź         | 5.420                      | B9              | Braunkohle           |              | 380                | in Betrieb  |                |                       |             |
| Bełchatów  | PGE       | Bełchatów/Łódź         | 5.420                      | B10             | Braunkohle           |              | 380                | in Betrieb  |                |                       |             |
| Bełchatów  | PGE       | Bełchatów/Łódź         | 5.420                      | B11             | Braunkohle           |              | 380                | in Betrieb  |                |                       |             |
| Bełchatów  | PGE       | Bełchatów/Łódź         | 5.420                      | B12             | Braunkohle           |              | 380                | in Betrieb  | 12.10.1988     | -                     |             |
| Bełchatów  | PGE       | Bełchatów/Łódź         | 5.420                      | B14             | Braunkohle           | überkritisch | 858                | in Betrieb  | 22.12.2005     | -                     |             |
| Dolna Odra | PGE       | Gryfino/Westpommern    | 1.832                      |                 | Steinkohle           |              |                    | in Betrieb  |                |                       |             |
| Jaworzno   |           | Jaworzno/Schlesien     | 1.345                      |                 | Kohle                |              |                    | in Betrieb  |                |                       |             |
| Katowice   | Tauron    | Katowice/Schlesien     | 0.135,5                    |                 | Steinkohle           |              |                    | in Betrieb  |                |                       |             |
| Kozienice  | Enea      | Kozienice/Masowien     | 4.016                      |                 | Steinkohle           |              |                    | in Betrieb  |                |                       |             |
| Łagisza    | Tauron    | Będzin/Schlesien       | 1.060                      |                 | Steinkohle           |              |                    | in Betrieb  |                |                       |             |
| Łaziska    |           |                        | 1.155                      |                 | Steinkohle           |              |                    | in Betrieb  |                |                       |             |
| Opole      |           |                        | 1.532                      |                 | Kohle                |              |                    | in Betrieb  |                |                       |             |
| Pątnów     |           |                        | 1.264                      |                 | Kohle                |              |                    | in Betrieb  |                |                       |             |
| Połaniec   |           |                        | 1.800                      |                 | Steinkohle, Biomasse |              |                    | in Betrieb  |                |                       |             |
| Rybnik     |           |                        | 1.776                      |                 | Steinkohle           |              |                    | in Betrieb  |                |                       |             |
| Siekierki  |           |                        | 0.620                      |                 | Kohle                |              |                    | in Betrieb  |                |                       |             |
| Turów      |           |                        | 1.900                      |                 | Braunkohle           |              |                    | in Betrieb  |                |                       |             |
| Żerań      |           |                        | 0.350                      |                 | Steinkohle           |              |                    | in Betrieb  |                |                       |             |

1. 1 2 3  Es handelt sich um ein Heizkraftwerk.

## Kernkraftwerke
| Name des Kraftwerks | Inst. Leistung (MW) | Typ  | Status          |
| ------------------- | ------------------- | ---- | --------------- |
| Żarnowiec           | 1.860               | WWER | Bau eingestellt |

## Wasserkraftwerke
| Name des Kraftwerks | Inst. Leistung (MW) | Fluss    | Status     |
| ------------------- | ------------------- | -------- | ---------- |
| Brzeg Dolny         | 009,7               | Oder     | in Betrieb |
| Dychów              | 090                 | Bober    | in Betrieb |
| Niedzica            | 092,8               | Dunajec  | in Betrieb |
| Rożnów              | 050                 | Dunajec  | in Betrieb |
| Solina              | 200                 | San      | in Betrieb |
| Włocławek           | 160,2               | Weichsel | in Betrieb |
| Żar                 | 500                 |          | in Betrieb |
| Żarnowiec           | 716                 |          | in Betrieb |
| Żydowo              | 157                 |          | in Betrieb |

1. 1 2 3 4 5 6  Es handelt sich um ein Pumpspeicherkraftwerk.

## Windkraftanlagen
Ende 2024 waren in Polen Windkraftanlagen (WKA) mit einer Gesamtleistung von 10.233 MW in Betrieb. Alle Anlagen befanden sich an Land. 2024 lieferte Windenergie 14 % des polnischen Strombedarfs (2023: 13 %).

### Onshore
| Name des Windparks   | Inst. Leistung (MW) | Anzahl | Status     |
| -------------------- | ------------------- | ------ | ---------- |
| Kodeń                | 000,5               | 03     | in Betrieb |
| Lotnisko             | 090                 | 30     | in Betrieb |
| Margonin             | 120                 | 60     | in Betrieb |
| Marszewo             | 082                 | 41     | in Betrieb |
| Nowy Tomyśl          | 005                 | 02     | in Betrieb |
| Rębielice Królewskie | 000,25              | 01     | in Betrieb |

1. 1 2 3  Der Windpark wird aufgrund seiner geringen Leistung auf der Karte nicht angezeigt.

### Offshore
Zurzeit gibt es noch keine in Betrieb befindlichen Offshore-Windparks in Polen. In den nächsten Jahren werden jedoch mehrere große Windparks gebaut werden.
Die Windparks sind zunächst in betriebene, in Bau befindliche und geplante Windparks gegliedert. Anschließend sind die Windparks nach ihrem (geplanten) Fertigstellungsdatum und danach alphabetisch geordnet.
| Name                | Leistung (MW) | Windkraftanlagentyp (Leistung, Rotordurchmesser) | Anzahl WKAs | Koordinaten                  | Status             | Inbetriebnahme (Jahr) | Quellen, Anmerkungen |
| ------------------- | ------------- | ------------------------------------------------ | ----------- | ---------------------------- | ------------------ | --------------------- | --- |
| Ostsee              |               |                                                  |             |                              |                    |                       | |
| Baltic Power        | 1140          | Vestas V236-15.0 MW (15,0 MW, 236,0 m)           | 76          | 55° 3′ 0″ N, 17° 38′ 38″ O   | in Bauvorbereitung | (2026)                | 25. September 2023: endgültige Investitionsentscheidung getroffen. 23. Januar 2025: Fertigstellung zweier Offshore-Umspannstation |
| Bałtyk Środkowy II  | 720           | Siemens Gamesa SG 14.0-236 DD (15,0 MW, 236,0 m) | 48          | 55° 5′ 35″ N, 16° 41′ 24″ O  | in Planung         | (2027)                | 5. Mai 2021: Equinor und Polenergia erhalten Zuschlag bei Ausschreibung                                                           |
| Bałtyk Środkowy III | 720           | Siemens Gamesa SG 14.0-236 DD (15,0 MW, 236,0 m) | 48          | 54° 59′ 38″ N, 16° 41′ 24″ O | in Planung         | (2027)                | 5. Mai 2021: Equinor und Polenergia erhalten Zuschlag bei Ausschreibung                                                           |
| B&C-Wind            | 369,5         |                                                  |             | 55° 4′ 59″ N, 18° 1′ 23″ O   | in Planung         | (2027)                | 30. Juni 2021: EDP Renewables und Engie erhalten Zuschlag bei Ausschreibung                                                       |
| Baltica 2           | 1500          |                                                  |             | 55° 4′ 5″ N, 17° 2′ 46″ O    | in Planung         | (2027)                | 8. April 2021: Ørsted und PGE erhalten Zuschlag bei Ausschreibung                                                                 |
| Baltica 3           | 1000          |                                                  |             | 55° 3′ 22″ N, 17° 27′ 36″ O  | in Planung         | (2029)                | 8. April 2021: Ørsted und PGE erhalten Zuschlag bei Ausschreibung                                                                 |
| FEW Baltic II       | 350           | Siemens Gamesa SG 14.0-236 DD (14,0 MW, 236,0 m) | 25          | 55° 4′ 59″ N, 17° 22′ 41″ O  | in Planung         | (2030)                | 8. April 2021: RWE erhält Zuschlag bei Ausschreibung                                                                              |